# Шитиков, Валерий Алексеевич
Валерий Алексеевич Шитиков (18 апреля 1939, Свердловск, РСФСР — 9 марта 2015, Екатеринбург, Российская Федерация) — советский и российский тренер по биатлону, заслуженный тренер СССР (1989), заслуженный тренер РСФСР (1987).

## Биография
Трудовую деятельность начал в 1956 г. учеником слесаря ПРМЗ № 3. С 1961 г. — в Свердловском областном комитете ДОСААФ на Верх-Исетской спасательной станции.
В 1966 г. без отрыва от производства окончил Омский институт физической культуры. Являлся старшим преподавателем кафедры физвоспитания и спорта Уральского лесотехнического института (Свердловск). На общественных началах являлся старшим тренером по лыжным гонкам областного совета ДСО «Буревестник».
В 1976—1982 гг. — работал в ДСО профкома УЗТМ старшим тренером по лыжным гонкам. Его воспитанница В. Стремоусова становилась чемпионом и призером Спартакиад народов РСФСР и СССР.
В 1982—1993 гг. — тренер по лыжным гонкам в Свердловском областном совете ФСО «Динамо», с 1984 г. — старший тренер-преподаватель по биатлону. Среди учеников: 10-кратная чемпионка мира Елена Головина, семикратная чемпионка мира Светлана Давыдова, двукратная чемпионка мира среди юниоров Светлана Кашутина, мастера спорта международного класса, призеры чемпионата России (1995, 1996) Е. Сапожникова, С. Сухогузова и Н. Бурневская.
В 1989—1990 и 1992—1993 гг. приглашался в качестве тренера сборных команд СССР и Российской Федерации по биатлону, которая на чемпионате мира стала победительницей в командной гонке и в эстафете 4х7,5 км. Был тренером сборной команды СНГ на Олимпийских играх 1992 года в Альбервиле (Франция).
С 1993 г. работал в школе высшего спортивного мастерства. Являлся старшим тренером сборной команды Свердловской области по биатлону (женщины), тренером-преподавателем по биатлону Свердловской областной школы высшего спортивного мастерства. За многолетний период работы тренером им подготовлено: 4 — заслуженных мастера спорта, 10 — мастеров спорта международного класса, 20 — мастеров спорта, 10 — чемпионов СССР, 15 — чемпионов РСФСР и России.
По его инициативе в 1993 г. был открыт спортивный клуб «Биашит», который оказывает помощь в развитии юношеского биатлона, а также спорту высших достижений.
До последних дней жизни являлся личным тренером призера чемпионатов Европы, участницы Кубка мира Екатерины Глазыриной.
Похоронен в Екатеринбурге на Широкореченском кладбище.

## Награды и звания
За подготовку высококвалифицированных спортсменов в 1987 г. присвоено звание «Заслуженный тренер РСФСР», в 1989 г. звание «Заслуженный тренер СССР». Награждён почетным знаком «За заслуги в развитии физической культуры и спорта».